# Adam Bisping
Adam Bisping, herbu własnego (ur. 1782 w Wołpiańsku w powiecie wołkowyskim, zm. 20 stycznia 1858 w Skołubowie niedaleko Kozłowicz) – chorąży pow. wołkowyskiego i pułkownik armii Księstwa Warszawskiego.

## Życie i działalność publiczna
Ukończył studia na Uniwersytecie Wileńskim. Od 1810 pełnił godność chorążego pow. wołkowyskiego. Po wejściu Wielkiej Armii Napoleona I na teren Litwy 12 lipca 1812 r. wstąpił do armii Księstwa Warszawskiego, przekazując zarazem znaczną kwotę pieniężną na jej rzecz. Został mianowany pułkownikiem a następnie dowódcą 20 pułku piechoty litewskiej, formowanego w okolicy Werejek w jego rodzinnej ziemi grodzieńskiej. Wydatnie przyczynił się do poprawy wyposażenia tej jednostki wojskowej.  Uczestniczył w wojnie 1812 r., m.in. brał udział w obronie Wilna, a następnie po klęsce Napoleona walczył w obronie Modlina, oblężonego przez armię rosyjską (5 lutego – 1 grudnia 1813). Po jego kapitulacji dostał się do niewoli rosyjskiej. W 1815 r. otrzymał dymisję z wojska.
Po śmierci ojca Jana Tadeusza Bispinga w 1822 odziedziczył Strubnicę, Janowszczyznę i Jeziernicę. W 1841 jego staraniem odnowiono kościół w Strubnicy. Wówczas do prezbiterium kościoła dobudowano nową kaplicę, pod którą znajdował się grobowiec fundatorów kościoła – przodków Adama. Remont kościoła w Strubnicy wiele kosztował – na ich pokrycie musiał sprzedać Jeziernicę. Pochowany został na cmentarzu w Strubnicy.

## Rodzina
Pochodził z litewsko-polskiej linii Bispingów, syn Jana Tadeusza i Anny z Mikulskich, wnuk marszałka starodubowskiego Bolesława Od 1809 r. mąż Teresy z Mikulskich, z którą miał syna Kamila i dwie córki: Celinę która poślubiła Stefana Niezabytowskiego i Gabrielę żonę Feliksa Włodka.

## Literatura
- Bisping v. Biszping, h. Bisping; Seweryn Uruski, Rodzina. Herbarz szlachty polskiej, t. 1, Warszawa 1904, s. 221.
- Bispink v. Biszping h. własnego; Adam Boniecki, Herbarz polski, t. 1, Warszawa 1899, s. 272.
- Janusz Iwaszkiewicz, Bisping v. Biszping v. Bispink Adam, h. własnego (zm. 1858), Polski Słownik Biograficzny, t. 2, Kraków 1936, s.113-114
- Moje wspomnienia w Massalanach spisane. Pamiętniki Jan Ordynata Bispinga 1842-1892, oprac. wstęp i przypisy Jerzy Z. Pająk, Jerzy Szczepański, Kielce 2017 – tom 8 serii "Kresy w polskich pamiętnikach i listach (1795-1918)"